# Althepus lehi
Althepus lehi là một loài nhện trong họ Ochyroceratidae. Loài này phân bố ở Borneo.